# 巴恩斯鎮區 (阿肯色州伍德拉夫縣)
巴恩斯鎮區（英語：Barnes Township）是位於美國阿肯色州伍德拉夫縣的一個行政鎮區。

## 地方資料
巴恩斯鎮區的面積為103.99平方千米，當中陸地面積為103.82平方千米，而水域面積為0.17平方千米。根據2010年美國人口普查的數據，當地共有人口316人，而人口密度為每平方千米3.04人。